# Barre de slide
 (février 2025).
Si vous disposez d'ouvrages ou d'articles de référence ou si vous connaissez des sites web de qualité traitant du thème abordé ici, merci de compléter l'article en donnant les références utiles à sa vérifiabilité et en les liant à la section « Notes et références ».

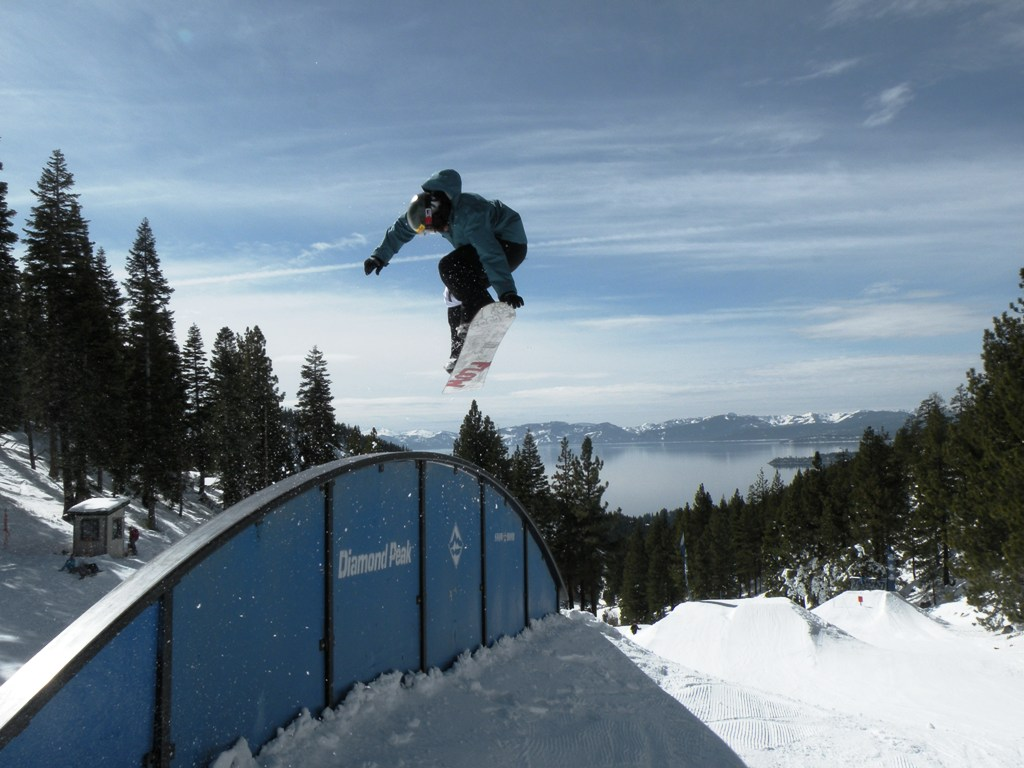
Snowboarder sur le point d'atterrir sur une barre de slide.

Une barre de slide ou rail est une structure métallique utilisée dans la pratique du ski freestyle ou du snowboard et permet d'évoluer en glissant en équilibre sur le module.

## Description
La barre de slide est une structure métallique en forme de rampe d'escalier. Le module complet comporte une piste d'élan, un kick (bosse servant de tremplin) placé devant la barre, la barre elle-même ou rail et une pente de réception.
Si dans les snowparks les premières barres s'inspirent des rampes d'escalier, on trouve maintenant des barres de slide de toutes les formes :
- droites en descente ;
- droites en montée ;
- une succession de plusieurs sections droites (par exemple : descente-plat-descente, montée-plat-descente) ;
- en C : une barre circulaire horizontale ou légèrement inclinée ;
- en rainbow : une barre circulaire verticale ;
- en Y ;
- en vagues ;
- etc.

Dans les zones habitées, les plus intrépides rechercheront des modules à partir d'éléments du mobilier urbain disponibles :
- les rampes d'escalier
- les bancs
- les barrières
- et, parfois, les voitures en stationnement.

## But
Le but est de sauter sur la barre afin de glisser dessus, slider, avant de retomber sur la réception. En snowboard la barre se prend dans n'importe quel sens contrairement au
ski où il est naturellement impossible de prendre la barre avec les skis à 0° (ou parallèles au rail).
Plusieurs mouvements sont possibles : 
- entrer sur la barre avec une figure (en général une rotation de plus d'un quart de tour, mais certains exécutent des back-flips ou des rotations désaxées) ;
- changer de sens (un demi-tour ou un tour complet par exemple) en sautant au milieu de la barre[4] ;
- sortir de la barre avec une figure (en général une rotation de plus d'un quart de tour).

Cas particulier : la box ou fun box est une barre de slide extrêmement large (généralement faite en bois ou en plastique avec des rebords métalliques). La stabilité est ainsi accrue et la largeur permet un éventail plus large de figures, comme des demi-tours ou des tours complets pendant le slide sans sauter.

## Dangers
Une chute sur une barre de slide est dangereuse car la barre est généralement métallique. Le port du casque est donc indispensable et celui d'une protection dorsale, voire d'une coquille, fortement recommandé.